# Goat (película)
Goat (Cabra en Hispanoamérica) es una película estadounidense dramática dirigida por Andrew Neel y escrita por David Gordon Green, Neel y Mike Roberts. Está protagonizada por Nick Jonas, Ben Schnetzer, Gus Halper, Daniel Flaherty, Jake Picking, Virginia Gardner, Austin Lyon y James Franco. La película tuvo su estreno mundial en el Festival de Cine de Sundance el 22 de enero de 2016 y fue lanzada el 23 de septiembre de 2016, por las productoras The Film Arcade y Paramount Pictures.

## Sinopsis
Brad Land (Ben Schnetzer), un estudiante de 19 años, es violentado por dos sujetos que conoció en una fiesta. Brett (Nick Jonas) su hermano, lo convence de formar parte de su fraternidad para superar lo acontecido y forjar su carácter, pero en la iniciación cometen grandes excesos lo que lleva a la muerte de uno de sus compañeros.

## Reparto
- Nick Jonas como Brett Land.
- Ben Schnetzer como Brad Land.
- Gus Halper como Chance.
- Daniel Flaherty como Will.
- Virginia Gardner como Leah.
- James Franco como Mitch.
- Austin Lyon como Dave.
- Jake Picking como Dixon Rowley.
- Brook Yurich como Wes.
- Eric Staves como Ben Baity.

## Producción
En octubre de 2014, se anunció que James Franco produciría la película junto a la productora Rabbit Bandini Productions, mientras que Andrew Neel sería el director, con David Gordon Green y Mike Roberts como guionistas, con Christine Vachon y David Hinojosa como productores perteneciente a Killer Films y John Wells como productor ejecutivo. En enero de 2015, se informó que Nick Jonas y Ben Schnetzer serían los protagonistas. En mayo de 2015, se anunció que Virginia Gardner se unió al elenco principal de la película.

### Rodaje
El rodaje de la película inició el 4 de mayo de 2015, en Cincinnati, Ohio.

## Estreno
El filme tuvo su estreno mundial en el Festival de Cine de Sundance el 22 de enero de 2016. Poco después, Paramount Pictures y MTV Films adquirieron los derechos de distribución mundial de la película, Paramount se asociaría con otra productora para su distribución en Estados Unidos, mientras que MTV Films la promocionaría por televisión. Más tarde se informó que The Film Arcade acompañaría a Paramount para la distribución mundial de la película. Goat se proyectó en la sección Panorama del sexagésimo sexto Festival de Cine Internacional de Berlín. El 27 de mayo de 2016, fue proyectada en el Festival Internacional de Cine de Seattle. La película tuvo su estreno el 23 de septiembre de 2016 en las salas de cines de Estados Unidos.

### Recepción
Goat ha recibido críticas positivas por parte de la crítica y la audiencia. En el portal de internet Rotten Tomatoes, la película posee una aprobación del 77% basada en 64 reseñas, con una puntuación de 6.4/10. La página Metacritic le ha dado a la película una puntuación de 64 de 100 basado en 25 críticas, indicando "reseñas generalmente favorables".

### Premios y nominaciones
| Lista de premios y nominaciones | Lista de premios y nominaciones  | Lista de premios y nominaciones                                             | Lista de premios y nominaciones | Lista de premios y nominaciones | Lista de premios y nominaciones |
| Año                             | Organización                     | Categoría                                                                   | Nominado/a(s)                   | Resultado                       | Ref(s)                          |
| ------------------------------- | -------------------------------- | --------------------------------------------------------------------------- | ------------------------------- | ------------------------------- | ------------------------------- |
| 2016                            | Sundance Film Festival           | Gran Premio del Jurado — Película Dramática                                 | Andrew Neel                     | Nominado                        | [ 11 ]                          |
| 2016                            | Deauville American Film Festival | Gran Premio del Jurado                                                      | Andrew Neel                     | Nominado                        | [ 11 ]                          |
| 2017                            | Artios Awards                    | Mejor Dirección en Casting — Película de Bajo Presupuesto — Comedia o Drama | Susan Shopmaker D. Lynn Meyers  | Nominadas                       | [ 11 ]                          |